# Rodolfo Pini
Rodolfo Pini (Montevideo, 1926. november 12. – 2000. május 31.) világbajnok uruguayi labdarúgó, fedezet.

## Pályafutása

### Klubcsapatban
1940 és 1950 között a Nacional, 1951–52-ben a Rampla Juniors labdarúgója volt. A Nacional együttesével kilenc bajnoki címet szerzett.

### A válogatottban
1944 és 1950 között hét alkalommal szerepelt az uruguayi válogatottban és két gólt szerzett. Az 1950-es brazíliai világbajnokságon aranyérmes lett a válogatott csapattal.

## Sikerei, díjai
Uruguay
- Világbajnokság
  - aranyérmes: 1950, Brazília

 Nacional
- Uruguayi bajnokság
  - bajnok (9): 1939,[1] 1940, 1941, 1942, 1943, 1946, 1947, 1948, 1950